# Cheseaux-sur-Lausanne
Pour les articles homonymes, voir Cheseaux.
 (février 2022).
Si vous disposez d'ouvrages ou d'articles de référence ou si vous connaissez des sites web de qualité traitant du thème abordé ici, merci de compléter l'article en donnant les références utiles à sa vérifiabilité et en les liant à la section « Notes et références ».
Cheseaux-sur-Lausanne est une commune suisse du canton de Vaud, située dans le district de Lausanne à 8 km de Lausanne, 20 km d'Yverdon et 65 km de Genève.

## Géographique

### Situation

Photo aérienne (1964)

Cheseaux s'étend sur 4,59 km2 et se situe à 8 km de la ville de Lausanne, elle est traversée par l'axe cantonal reliant Lausanne à Yverdon. Elle se situe entre Étagnières, Lausanne et Morrens. Sa population s'élève environ à 4 350 habitants à la fin 2019. Elle est traversée par deux rivières, la Chamberonne (à l'Ouest) et la Mèbre (à l'Est).
Le territoire de Cheseaux-sur-Lausanne s'étend sur 4,59 km2. Lors du relevé de 2013-2018, les surfaces d'habitations et d'infrastructures représentaient 28,1 % de sa superficie, les surfaces agricoles 56,4 %, les surfaces boisées 14,4 % et les surfaces improductives 0,4 %.

### Trafic routier et ferroviaire
Dès 1905, l'apparition du moteur vient bouleverser le quotidien des habitants de Cheseaux. En 1930, on estime à environ 4-5 automobiles motorisés qui traversent Cheseaux. La route est goudronnée en 1949 et les habitants envisagent déjà la création d'une voie de contournement. Ce n'est qu'en 2001 que l'on construira cette voie et que l'on creusera également le tunnel de Cheseaux.
Cheseaux est également située sur la ligne ferroviaire du LEB qui relie Lausanne au Gros-de-Vaud. Elle est également reliée à Cossonay, Cugy et Echallens par le réseau CarPostal. Depuis le 10 décembre 2012, les Transports publics de la région lausannoise (TL) exploitent une nouvelle ligne reliant la gare de Renens. Les trois compagnies desservent le village depuis la gare de Cheseaux ou ses environs immédiats.

## Histoire
Depuis le Ier siècle av. J.-C., Cheseaux a une situation géographique très avantageuse, située non loin de l'axe Nord-Sud utilisé pour transporter les marchandises depuis des villes d'Italie jusqu'à des villes du nord de l'Allemagne et de la Hanse. On a retrouvé les vestiges d'une villa sur la colline de Morrens.

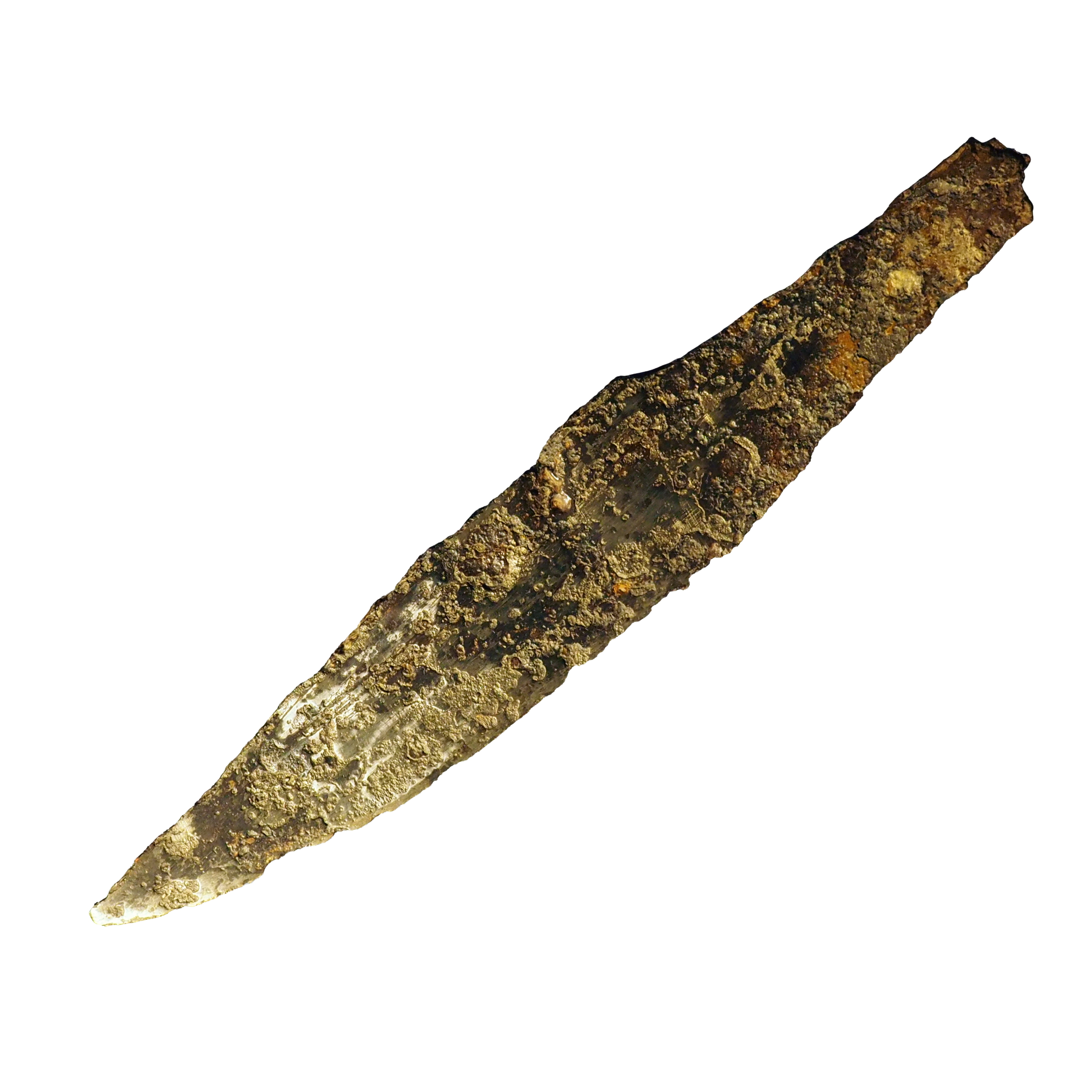
Couteau, entre 630 et 700. Bronze. Découvert à Cheseaux, exposé à Lausanne au Musée d'Archéologie et d'Histoire.

Au XIIe siècle, Cheseaux est sous le contrôle d'un seigneur local dont on a retrouvé les vestiges du château au pied de la colline de Morrens, non loin du Bouzenet. Au XIIIe siècle, les seigneurs changeront de résidence et s'installeront plus au centre du village en bâtissant un nouveau château (nommé actuellement « ancien château » par les habitants de Cheseaux). Au XVIe siècle, un nouveau château sera reconstruit sous la dynastie des De Loys, qui fut la dernière famille seigneuriale qui régna sur Cheseaux. Parmi eux, Jean Philippe de Chéseaux, passionné d'astronomie qui découvrira une nouvelle comète à laquelle le village de Cheseaux donnera son nom.

## Politique

### Administration
Le conseil communal (législatif) est formé de 60 conseillers. Il existe deux groupes politiques à Cheseaux, l'entente villageoise (droite) et du PSIG, Parti socialiste et indépendants de gauche (gauche).
La municipalité est constituée de membres de l'entente villageoise, Étienne Fleury (syndic), Liliane Annen et Giusy Sicuro, et de membres de l'Avenir social et écologique, Martine Lob et Jacqueline Dieperink.

### Jumelages
- Aubignan (France) depuis 1985

## Population et société

### Surnom
Les habitants de la commune sont surnommés les Gremauds ou les Gremeaux soit les Cerneaux-de-Noix (lè Gremau en patois vaudois, les gremaillées désignant le cassage des noix après la récolte).

### Démographie

#### Évolution de la population
La commune compte 4 841 habitants au 31 décembre 2023 pour une densité de population de 1 055 hab/km2. Sur la période 2010-2023, sa population a augmenté de 24,6 % (canton : 18,6 % ; Suisse : 9,4 %).  

#### Pyramide des âges
En 2023, le taux de personnes de moins de 30 ans s'élève à 33,3 %, au-dessous de la valeur cantonale (34,6 %). Le taux de personnes de plus de 60 ans est quant à lui de 23,5 %, alors qu'il est de 22,5 % au niveau cantonal.
La même année, la commune compte 2 372 hommes pour 2 469 femmes, soit un taux de 49 % d'hommes, inférieur à celui du canton (49,1 %).
| Hommes | Classe d’âge | Femmes |
| ------ | ------------ | ------ |
| 0,8    | 90 ans ou +  | 1,1    |
| 7,2    | 75 à 89 ans  | 9,2    |
| 13,7   | 60 à 74 ans  | 14,9   |
| 20,2   | 45 à 59 ans  | 20,8   |
| 22,9   | 30 à 44 ans  | 22,7   |
| 18,6   | 15 à 29 ans  | 17,0   |
| 16,7   | - de 14 ans  | 14,2   |

| Hommes | Classe d’âge | Femmes |
| ------ | ------------ | ------ |
| 0,6    | 90 ans ou +  | 1,4    |
| 6,5    | 75 à 89 ans  | 8,7    |
| 13,5   | 60 à 74 ans  | 14,3   |
| 20,9   | 45 à 59 ans  | 20,9   |
| 22,3   | 30 à 44 ans  | 21,7   |
| 19,6   | 15 à 29 ans  | 17,7   |
| 16,6   | - de 14 ans  | 15,3   |

### Éducation
Il existe à Cheseaux ainsi que dans les villages qui l'entourent (Sullens, Boussens et Bournens) un établissement accueillant des classes primaires et secondaires nommé Établissement de la Chamberonne, il est réparti à Cheseaux dans trois collèges :
- le collège de la Plantaz
- le collège du Marais-du-Billet
- le collège de Derrière-la-Ville

### Religions

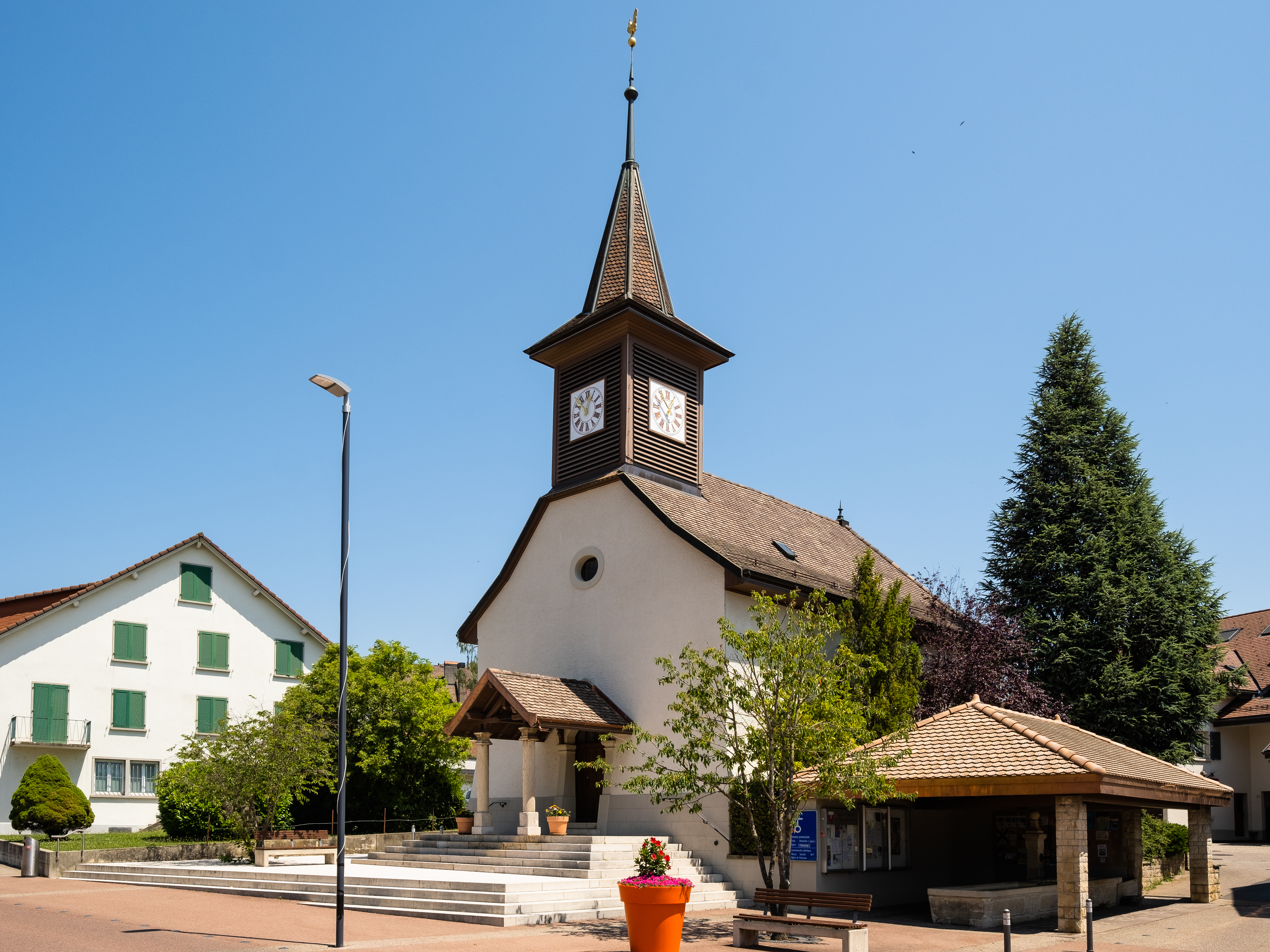
L'église Saint-Nicolas.

L'église Saint-Nicolas (de confession catholique) est déjà mentionnée en 1174.
Après la réforme, en 1741, on construisit l'actuel temple sur les vestiges de l'ancien édifice. La majorité des habitants est de confession protestante. Cheseaux fait partie de la paroisse de Cheseaux/Romanel/Vernand.
Cheseaux a également une communauté catholique, rattachée à la paroisse de Prilly, et dispose depuis 1970, d'un foyer catholique dont le Saint Patron est toujours Nicolas.

## Économie
Jusqu'au milieu du XXe siècle, Cheseaux vivait principalement de l'agriculture. Celle-ci n'a plus actuellement qu'un rôle minoritaire dans la structure de l'emploi de la population de la commune.
En effet depuis la création de zones industrielles et commerciales à partir de 1960, la structure économique de la commune a changé de façon extrêmement marquante. L'activité importante de Cheseaux inclura l'entreprise Kudelski qui se situe dans le village depuis 1969 et fabrique des appareils d'enregistrement et de systèmes de cryptage.
Lors des dernières décennies, la commune s'est passablement agrandie en raison de sa situation privilégiée de commune résidentielle. En effet, elle héberge beaucoup de travailleurs qui exercent leur profession à Lausanne et environs.

### Industrie
- Siège de l'entreprise Kudelski
- Entreprise Swis Clima S.A.
- Sensefly
- Neon-Imsa SA